# South Asian Association for Regional Cooperation
South Asian Association for Regional Cooperation (forkortet SAARC) er en sydasiatisk organisation for regionalt samarbejde. Organisationen blev stiftet i december 1985. Målsætningen er at fremme det regionale samarbejde i regionen, øge samhandel mellem medlemslandene og styrke den økonomisk udvikling i Sydasien generelt.
Organisationen har hovedsæde i Kathmandu (Nepal), og følgende stater er medlemmer: Bangladesh, Bhutan, Indien, Maldiverne, Nepal, Pakistan og Sri Lanka samt siden april 2007 også Afghanistan. Derudover er Kina observatør sammen med EU, USA, Iran, Sydkorea og Japan.